# Noordeindse Vaart

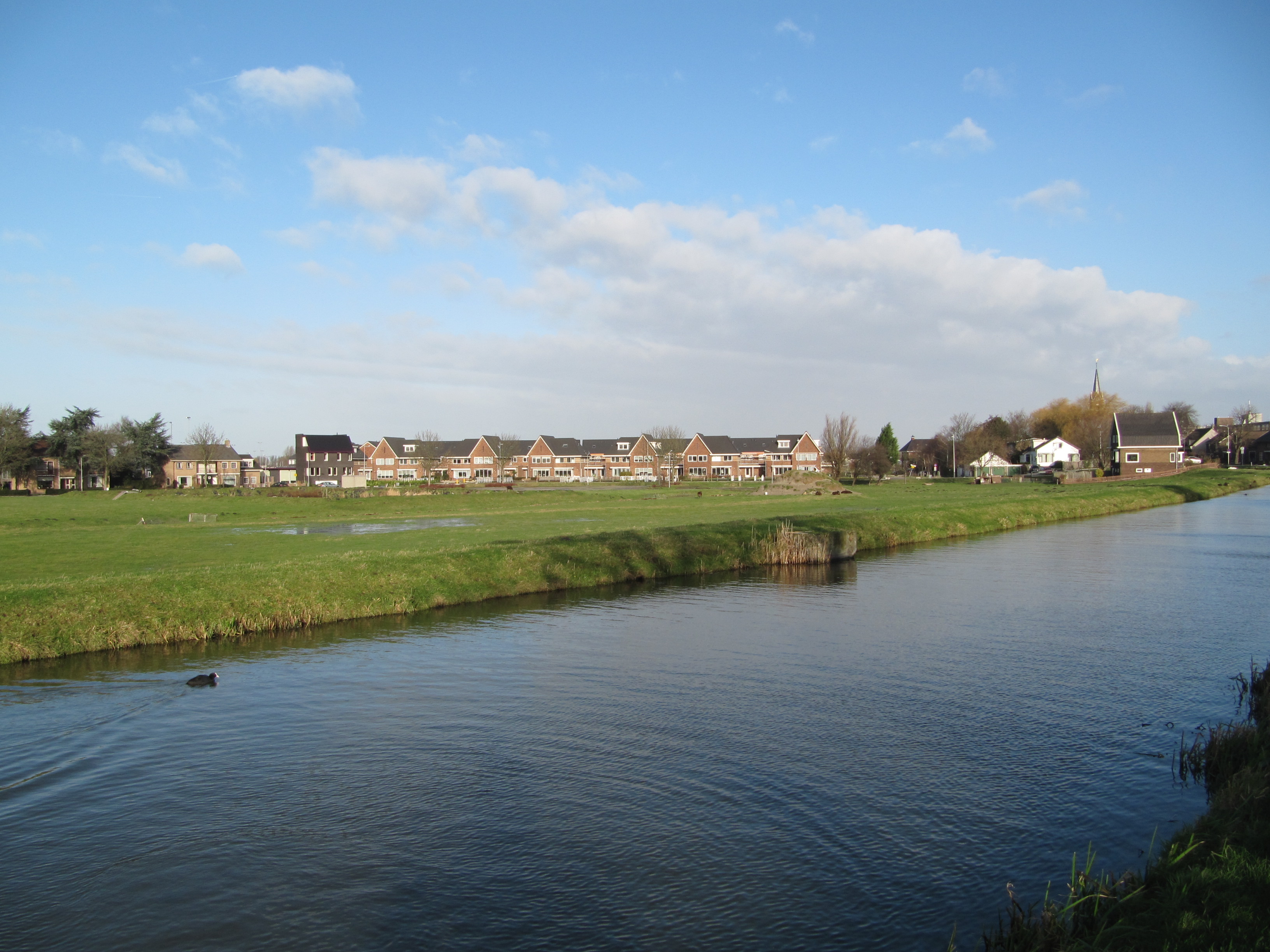
Noordeindse Vaart en de Nieuwe Droogmaking (Meerpolder)

De Noordeindse Vaart is een waterloop in Berkel en Rodenrijs (gemeente Lansingerland)  in de Nederlandse provincie Zuid-Holland. De vaart maakt deel uit van de   waterhuishouding van de polder Berkel.
De vaart vormt de grens tussen de Nieuwe Droogmaking ten westen ervan en de Noordpolder ten oosten van de vaart.
In het zuiden gaat de vaart ter hoogte met de verbinding met de Klapwijkse Vaart over in de Rodenrijsche Vaart.

## Noordeindseweg
Parallel aan de vaart is de Noordeindseweg gelegen. Aan deze weg liggen diverse gemeentelijke monumenten, zoals de Onze-Lieve-Vrouw-Geboortekerk en bijhorende pastorie.
Doorgaand verkeer via de Noordeindseweg tussen Berkel-centrum en de richting Zoetermeer is sinds eind 2012 onmogelijk gemaakt door de realisatie van een rotonde en afsluiting van de Noordeindseweg ter hoogte van de Planetenweg. 

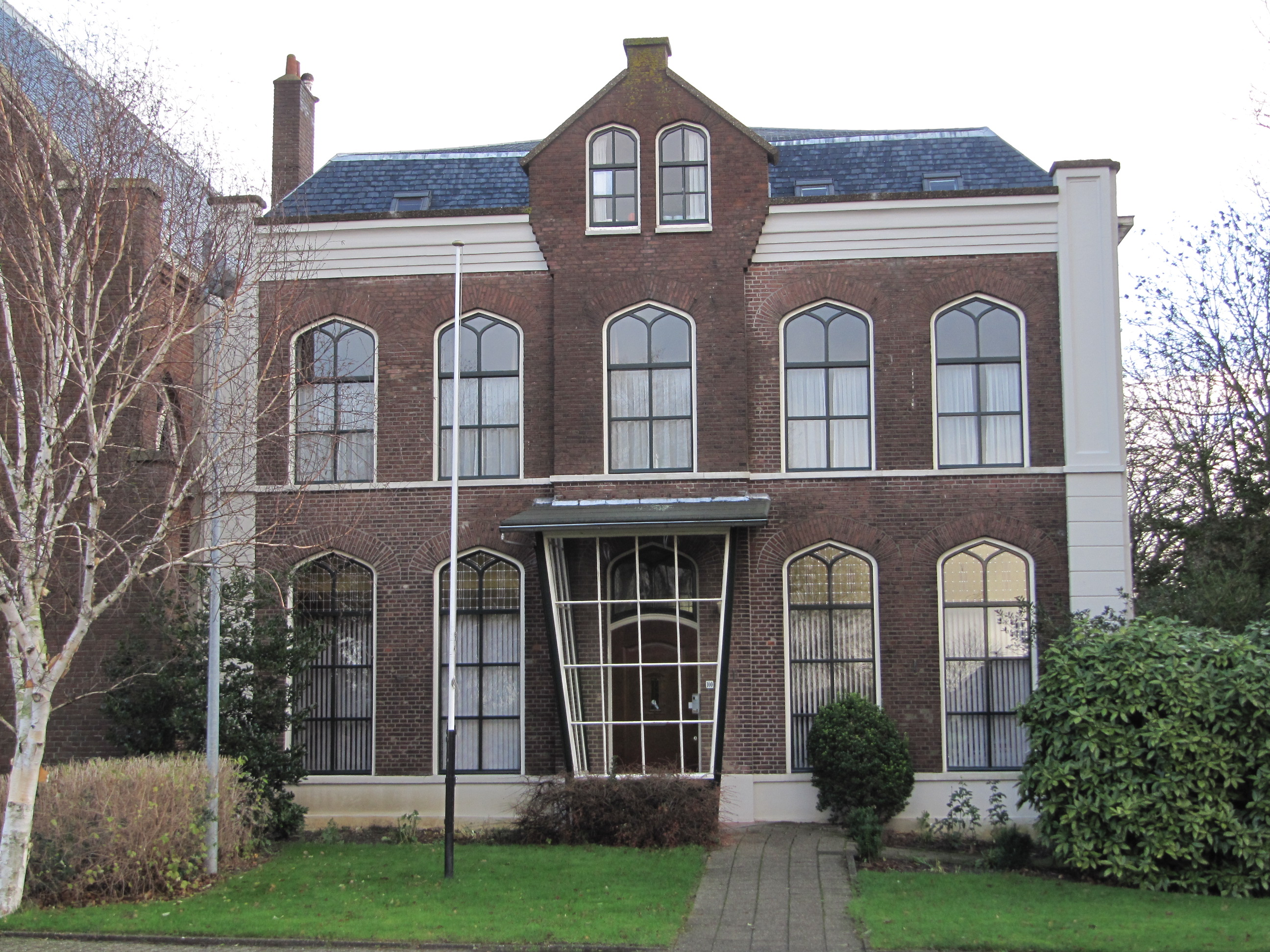
Pastorie
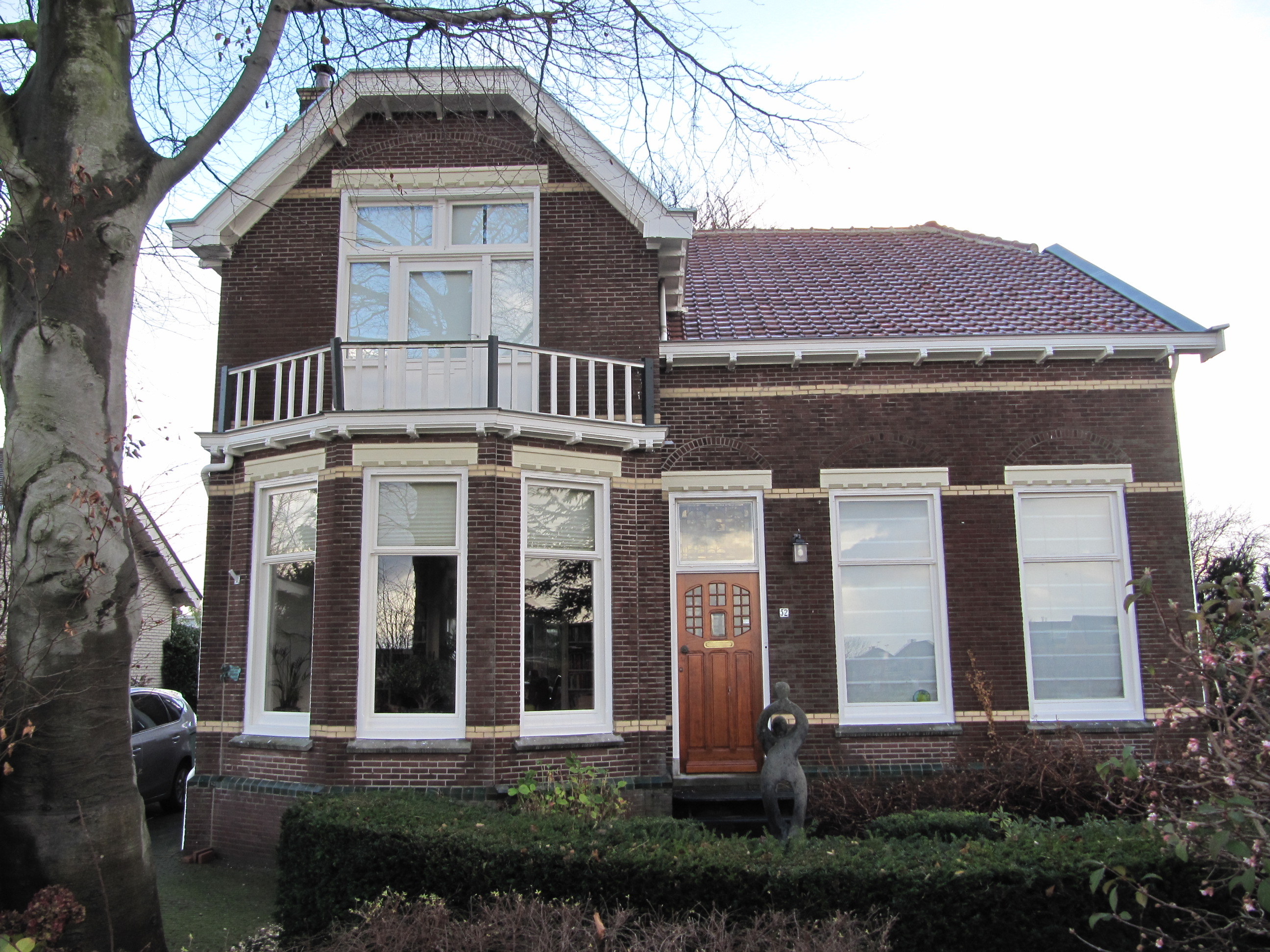
Vrijstaand woonhuis
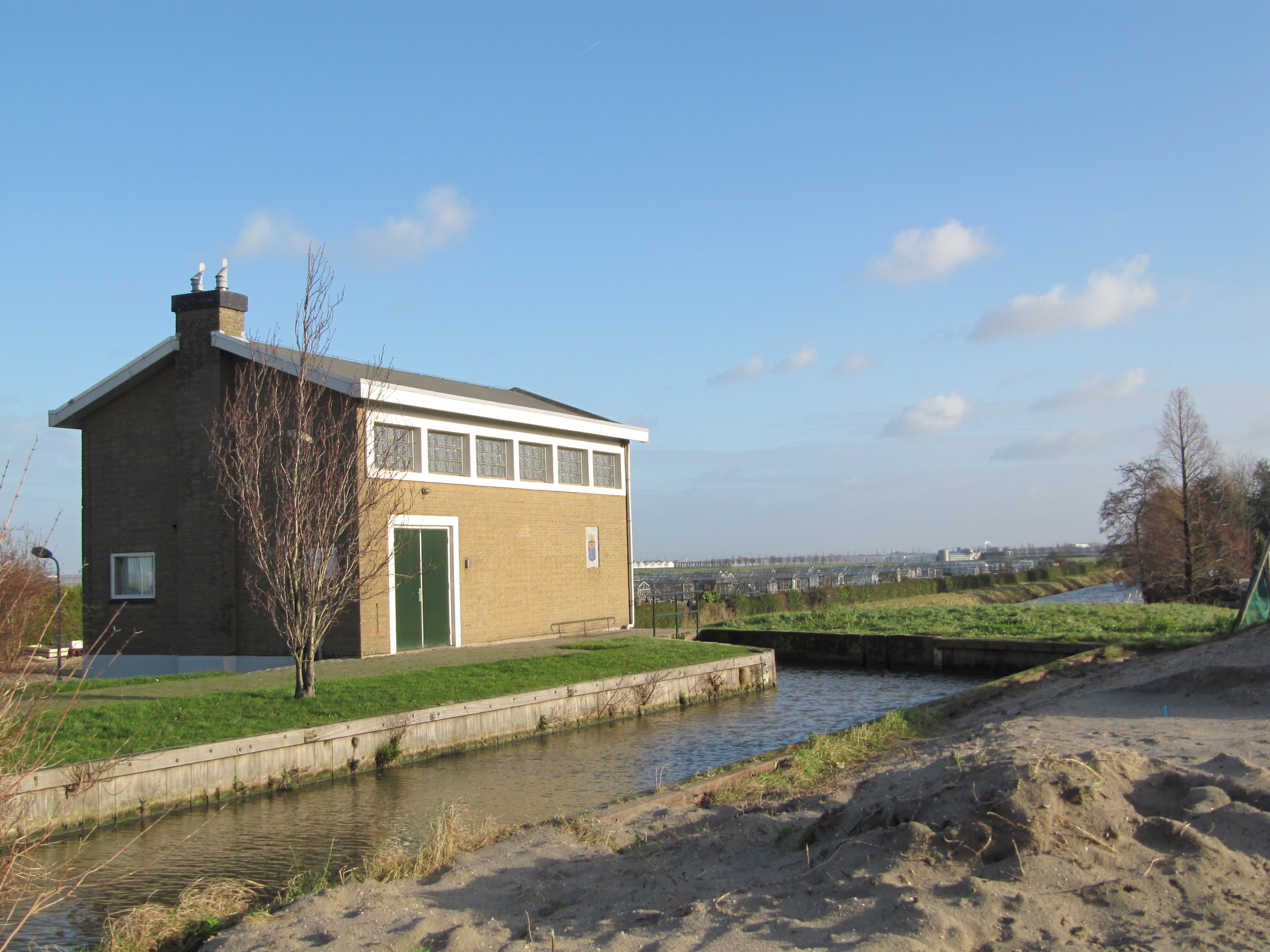
Gemaal Noordpolder